# Juan Andrés Perelló

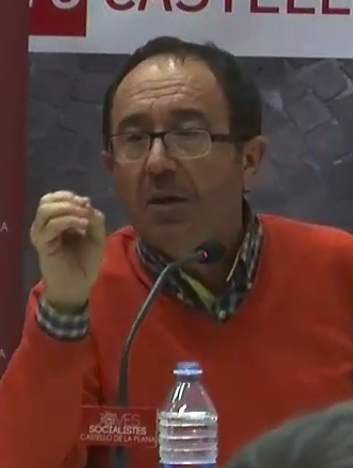
Juan Andrés Perelló, 2015

Juan Andrés Perelló Rodríguez (* 1. Juli 1957 in Buñol) ist ein spanischer Politiker der Partido Socialista Obrero Español.

## Leben
Seit 2009 ist Perelló Abgeordneter des Europäischen Parlamentes. Zwischen August 2018 und Oktober 2021 war er Spaniens ständiger Botschaftsdelegierter bei der UNESCO.